# Biblioteca Nacional da Suécia
A Biblioteca Nacional da Suécia (em sueco Kungliga biblioteket ou KB) é a biblioteca nacional da Suécia. Está localizada em Estocolmo, e é a depositária do património bibliográfico da Suécia desde 1661. Pertence ao Ministério da Educação, sendo dirigida pelo Bibliotecário-Chefe da Suécia.

É responsável pela gestão do LIBRIS — a base nacional de dados bibliográficos da Suécia. Como centro de apoio à investigação, dispõe de centenas de milhares de livros estrangeiros e de uma grande coleção de manuscritos.

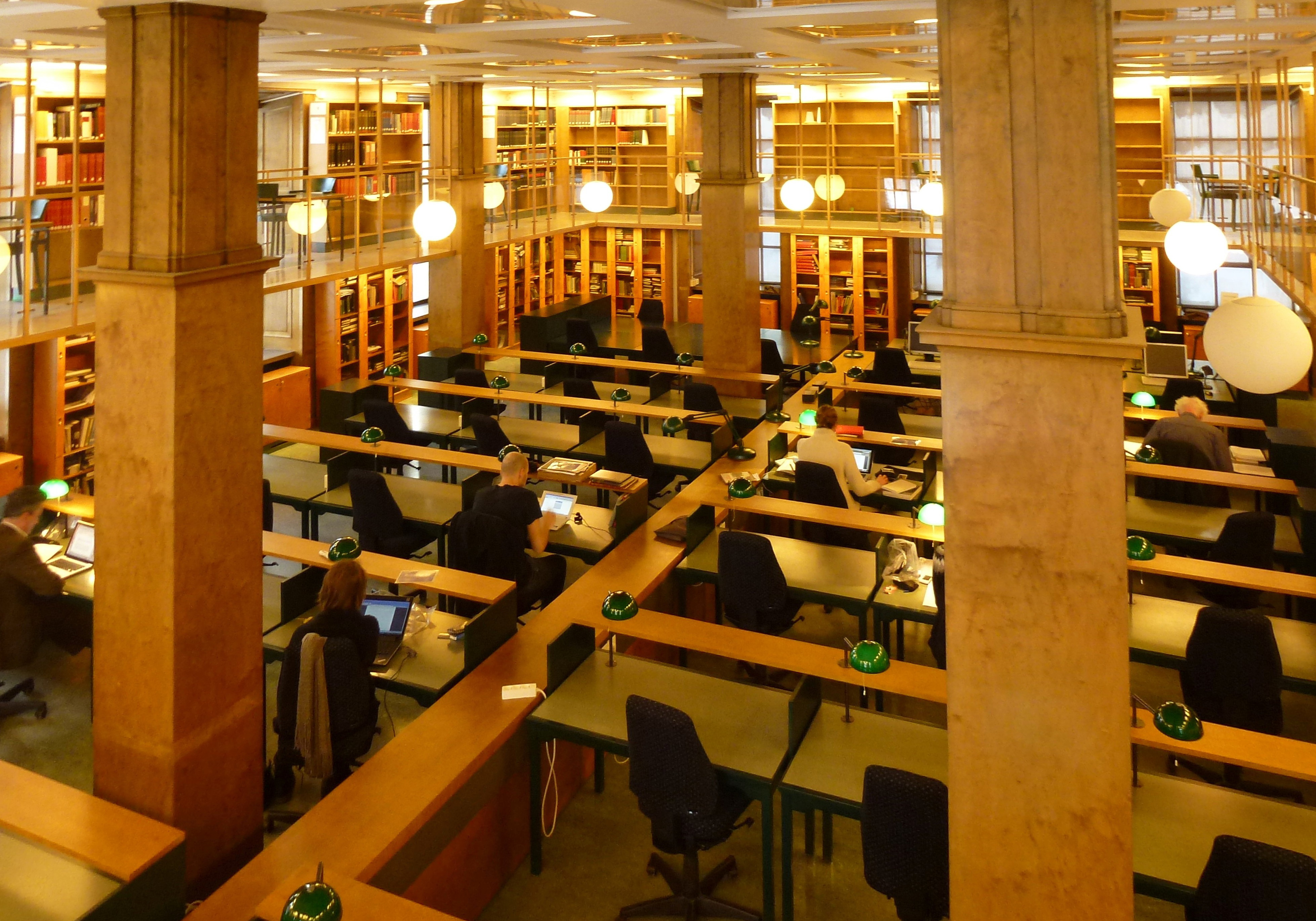
A Sala dos Pesquisadores
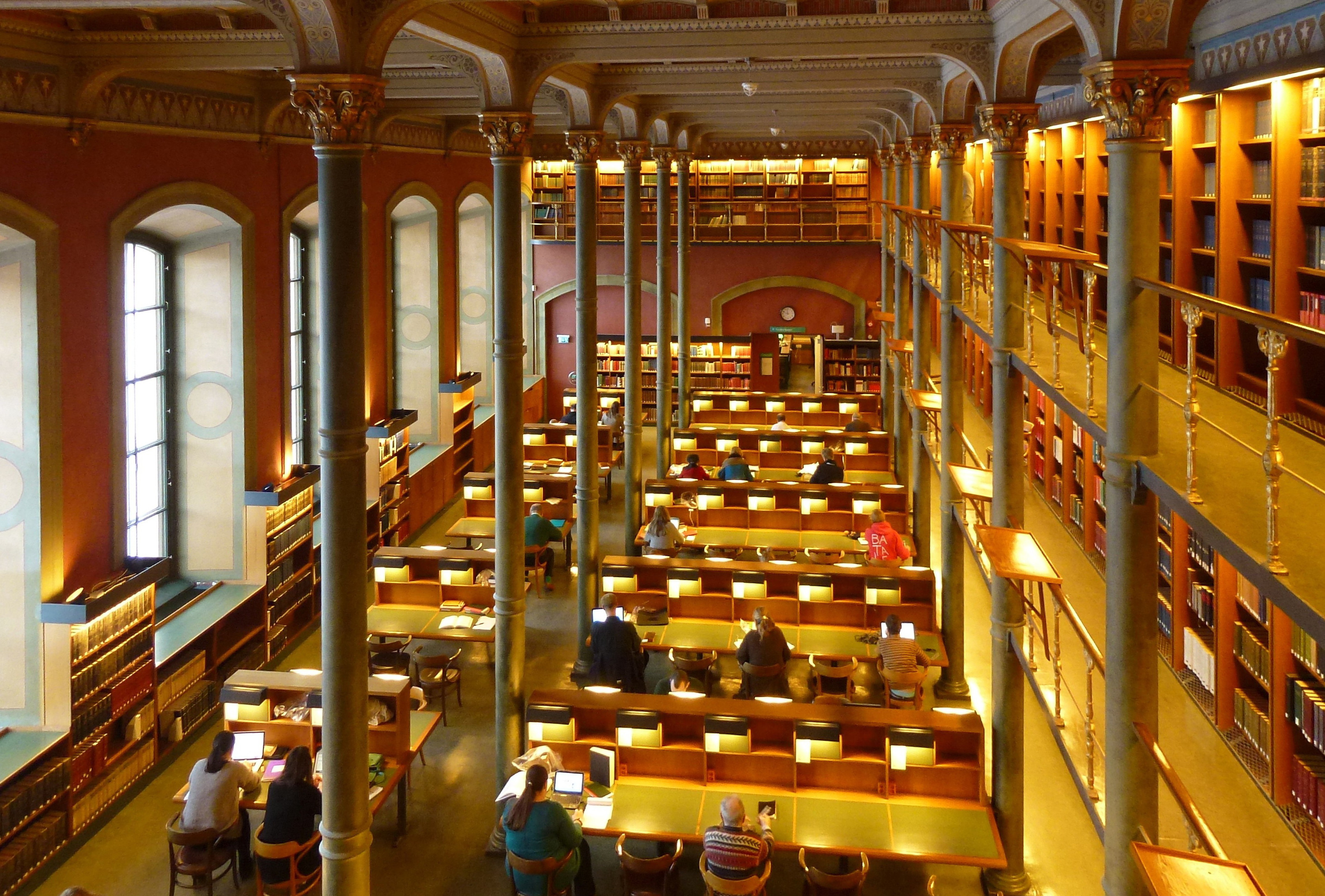
A Sala de Leitura
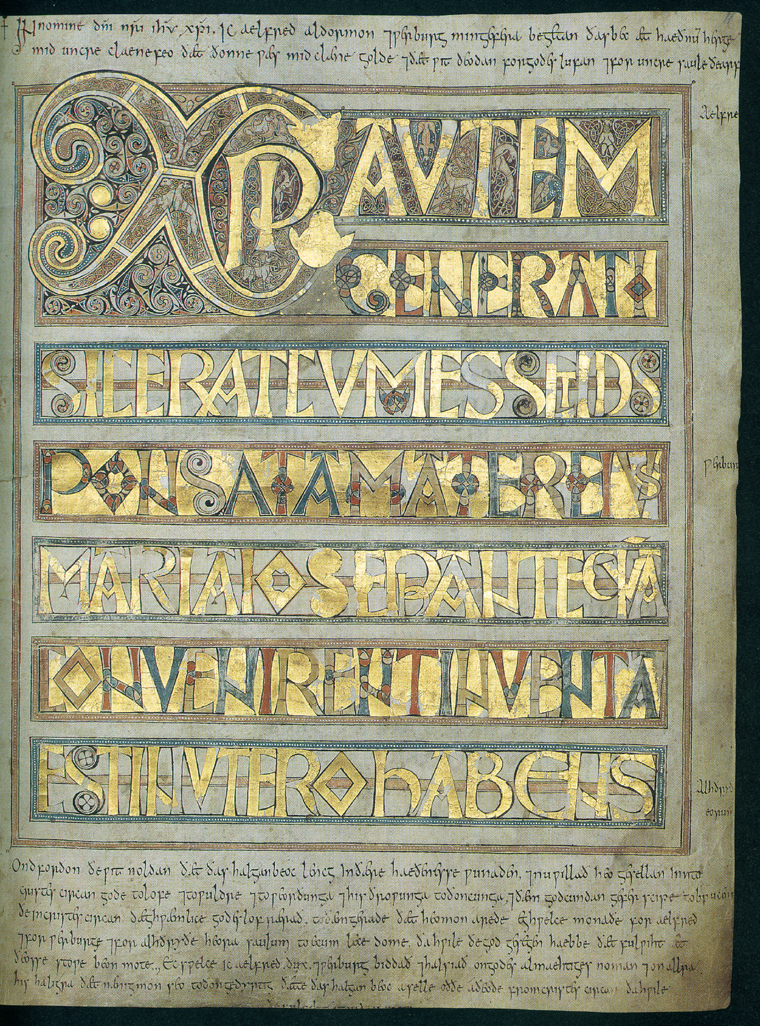
O Codex Aureus, do século VIII
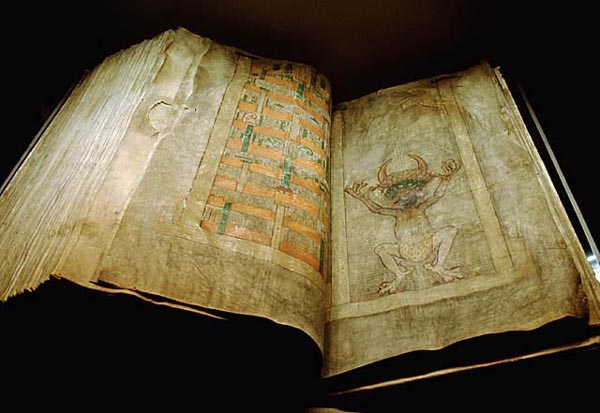
O Codex Gigas, considerado o maior manuscrito medieval existente no mundo